# 코파 델 프레시덴테 데 라 레푸블리카 1934
코파 델 프레시덴테 데 라 레푸블리카 1934(스페인어: Copa del Presidente de la República de Fútbol 1934)는 스페인의 최상위 축구 컵대회의 32번째 시즌이다.
이 대회는 1934년 3월 11일에 시작되어 1934년 5월 6일에 바르셀로나의 몬주이크에서 열린 결승전으로 막을 내렸다. 마드리드는 통산 6번째 대회 우승을 차지했다.

## 참가 구단
이전과 마찬가지로, 구단들은 지역 선수권 성적에 따라 대회 참가 자격을 획득했다.
- 아스투리아스 주 (2개 구단): 오비에도, 스포르팅 히혼
- 발레아레스 제도 (1개 구단): 콘스탄시아
- 카나리아 제도 (1개 구단): 테네리페
- 칸타브리아 주 (1개 구단): 라싱 산탄데르
- 카탈루냐 주 (3개 구단): 바르셀로나, 에스파뇰, 사바델
- 갈리시아 주 (3개 구단): 셀타 비고, 데포르티보, 라싱 페롤
- 기푸스코아 도–나바라 주–아라곤 주 (4개 구단): 도노스티아, 로그로뇨, 오사수나, 사라고사
- 무르시아 주 (2개 구단): 무르시아, 에르쿨레스
- 북아프리카 (1개 구단): 세우타 스포르트
- 중부-남부 (4개 구단): 마드리드, 아틀레틱 마드리드, 세비야, 베티스
- 서부 (1개 구단): 레크레아티보
- 발렌시아 주 (2개 구단): 발렌시아, 레반테
- 비스카이아 도 (3개 구단): 아틀레틱 빌바오, 바라칼도, 아레나스 게초

## 32강전
1차전은 1934년 3월 11일에 진행되었다. 2차전은 1934년 3월 18일에 진행되었다.
| 팀 1            | 합계 | 팀 2              | 1차전 | 2차전 |
| --------------- | ---- | ----------------- | ----- | ----- |
| 에스파뇰        | 7–2  | 라싱 페롤         | 7–1   | 0–1   |
| 사바델          | 3–3  | 셀타 비고         | 2–1   | 1–2   |
| 바라칼도        | 4–6  | 스포르팅 히혼     | 2–3   | 2–3   |
| 테네리페        | 4–6  | 에르쿨레스        | 1–4   | 3–2   |
| 오사수나        | 3–1  | 아틀레틱 마드리드 | 2–0   | 1–1   |
| 베티스          | 3–1  | 레반테            | 2–1   | 1–0   |
| 로그로뇨        | 0–3  | 무르시아          | 0–0   | 0–3   |
| 세우타 스포르트 | 3–8  | 세비야            | 3–3   | 0–5   |
| 발렌시아        | 9–7  | 라싱 산탄데르     | 7–1   | 2–6   |
| 사라고사        | 1–1  | 아레나스 게초     | 1–0   | 0–1   |
| 콘스탄시아      | 0–3  | 바르셀로나        | 0–1   | 0–2   |
| 데포르티보      | 5–1  | 레크레아티보      | 5–0   | 0–1   |

아틀레틱 빌바오, 마드리드, 오비에도, 그리고 도노스티아는 부전승으로 16강에 진출하였다.
- 승자 결정전

| 팀 1      | 결과 | 팀 2          |
| --------- | ---- | ------------- |
| 사라고사  | 2–1  | 아레나스 게초 |
| 셀타 비고 | 4–2  | 사바델        |

## 16강전
1차전은 1934년 3월 25일에 진행되었다. 2차전은 1934년 4월 1일에 진행되었다.
| 팀 1            | 합계 | 팀 2          | 1차전 | 2차전 |
| --------------- | ---- | ------------- | ----- | ----- |
| 바르셀로나      | 7–4  | 세비야        | 5–1   | 2–3   |
| 오비에도        | 6–0  | 도노스티아    | 4–0   | 2–0   |
| 오사수나        | 1–8  | 마드리드      | 0–3   | 1–5   |
| 데포르티보      | 0–3  | 에르쿨레스    | 0–1   | 0–2   |
| 셀타 비고       | 4–5  | 에스파뇰      | 3–2   | 1–3   |
| 아틀레틱 빌바오 | 10–2 | 사라고사      | 5–0   | 5–2   |
| 무르시아        | 3–9  | 발렌시아      | 1–3   | 2–6   |
| 베티스          | 3–1  | 스포르팅 히혼 | 3–0   | 0–1   |

## 8강전
1차전은 1934년 4월 8일에 진행되었다. 2차전은 1934년 4월 15일에 진행되었다.
| 팀 1            | 합계 | 팀 2     | 1차전 | 2차전 |
| --------------- | ---- | -------- | ----- | ----- |
| 바르셀로나      | 3–4  | 베티스   | 1–2   | 2–2   |
| 오비에도        | 8–7  | 에스파뇰 | 5–2   | 3–5   |
| 에르쿨레스      | 2–4  | 발렌시아 | 2–1   | 0–3   |
| 아틀레틱 빌바오 | 2–2  | 마드리드 | 1–1   | 1–1   |

- 승자 결정전

| 팀 1     | 결과 | 팀 2            |
| -------- | ---- | --------------- |
| 마드리드 | 2–2  | 아틀레틱 빌바오 |
| 마드리드 | 3–0  | 아틀레틱 빌바오 |

## 준결승전
1차전은 1934년 4월 22일에 진행되었다. 2차전은 1934년 4월 29일에 진행되었다.
| 팀 1     | 합계 | 팀 2     | 1차전 | 2차전 |
| -------- | ---- | -------- | ----- | ----- |
| 베티스   | 1–4  | 마드리드 | 0–2   | 1–2   |
| 발렌시아 | 5–3  | 오비에도 | 2–2   | 3–1   |

## 결승전
| 마드리드                    | 2–1 | 발렌시아     |
| --------------------------- | --- | ------------ |
| 일라리오 71′ · 라스카노 73′ |     | 빌라노바 48′ |

| 코파 델 프레시덴테 데 라 레푸블리카 1934 우승 |
| --------------------------------------------- |
| 마드리드 6번째 우승                           |

## 득점 집계
호세 빌라노바 - 11골